# Heilig Hartbeeld (Bladel)
Het Heilig Hartbeeld is een standbeeld in de Nederlandse plaats Bladel, in de provincie Noord-Brabant.

## Achtergrond
Toen het kerkbestuur van de Sint-Petrus'-Bandenkerk van twee parochianen een grote gift kreeg, werd besloten beeldhouwer Charles Vos opdracht te geven voor het maken van een Heilig Hartbeeld. Het beeld werd in 1937 geplaatst in een kapel in de tuin naast de pastorie.

## Beschrijving
Het beeld toont een staande Christus met licht gebogen hoofd, gekleed in een lang, gedrapeerd gewaad. Hij maakt met zijn rechterhand een zegenend gebaar en wijst met zijn linkerhand naar het Heilig Hart op zijn borst.
Het beeld staat in een gemetselde, open kapel onder een houten kapconstructie en een met pannen gedekt zadeldak.